# Большебредихинское
Большебредихинское (Большое Бредихино, Большой Бредихин) (азерб. Bolşoybredixin) — село в Кизлярском районе Дагестана. Административный центр Большебредихинского сельского совета.

## Географическое положение
Населённый пункт расположен на канале Курутерек, чуть выше старого русла реки Терек, в 12 км к северо-востоку от города Кизляр, на автотрассе Кизляр-Крайновка.

## История
В 1929 году хутор Большой Бредихинский состоял из 64 хозяйств и входил в состав Большебредихинского сельсовета Кизлярского района. В том же году в хуторе проживало 311 человек (160 мужчин и 151 женщина).
До конца 1970-х годов в селе преимущественно проживали русские. Начиная с 1980-х годов и по настоящее время наблюдается отток коренного русскоязычного населения из села.

## Население
| 1926 | 1970 | 1989  | 2002  | 2010  | 2021  |
| ---- | ---- | ----- | ----- | ----- | ----- |
| 311  | ↗893 | ↗1346 | ↗1768 | ↘1739 | ↗2089 |

Национальный состав
По данным Всесоюзной переписи населения 1926 года:
| № | Национальность | Численность, чел. | Доля   |
| - | -------------- | ----------------- | ------ |
| 1 | украинцы       | 207               | 66,6 % |
| 2 | молдаване      | 64                | 20,6 % |
| 3 | русские        | 37                | 11,9 % |
| 4 | цыгане         | 3                 | 1,0 %  |

По результатам Всероссийской переписи населения 2010 года:
| № | Национальность | Численность, чел. | Доля   |
| - | -------------- | ----------------- | ------ |
| 1 | азербайджанцы  | 942               | 54,2 % |
| 2 | даргинцы       | 200               | 11,5 % |
| 3 | лакцы          | 196               | 11,3 % |
| 4 | аварцы         | 193               | 11,1 % |
| 5 | русские        | 101               | 5,8 %  |
| 6 | табасараны     | 41                | 2,4 %  |
| 7 | кумыки         | 27                | 1,5 %  |
| 8 | другие         | 39                | 2,2 %  |

По данным переписи 2010 года, в селе проживало 1739 человек (844 мужчины и 895 женщин).

## Промышленность
Совхоз «Мелиоратор».